# Diana Beauclerk, Duquesa de St Albans
brasão
Diana Beauclerk, Duquesa de St Albans (cerca de 1679 - 15 de janeiro de 1742), nascida Lady Diana de Vere , era uma cortesã britânica. Era Mistress of the Robes de Carolina, Princesa de Gales de 1714 a 1717.  Ela era uma das Beldades de Hampton Court de Maria II da Inglaterra .

## Família
Era filha de Aubrey de Vere, 20.º Conde de Oxford e Diana Kirke.  No dia 17 de abril de 1694, casou-se com o 1.º Duque de St Albans , filho ilegítimo do Rei Carlos II e da sua amante Nell Gwyn , tornando-se Duquesa de St Albans . Beauclerk e Diana tiveram 12 filhos:
- Charles Beauclerk, 2º Duque de St Albans (6 de abril de 1696 - 27 de julho de 1751)
- Lady Diana Beauclerk (nascida cerca de 1697)
- Lord William Beauclerk (22 de maio de 1698 - 23 de fevereiro de 1732/33)
- Almirante Vere Beauclerk, 1º Barão de Vere de Hanworth (14 de julho de 1699 - 21 de outubro de 1781)
- Coronel Lord Henry Beauclerk (11 de agosto de 1701 - 5 de janeiro de 1761)
- Lord Sidney Beauclerk (27 de fevereiro de 1703 - 23 de novembro de 1744)
- Tenente-General Lord George Beauclerk (26 de dezembro de 1704 - 11 de maio de 1768)
- Lord Seymour Beauclerk (nascido em 24 de junho de 1708)
- Rt. Rev.  Lord James Beauclerk (c 1709 - 20 de outubro de 1787), Bispo de Hereford
- Lord Aubrey Beauclerk (1711 - 24 de fevereiro de 1740)
- Lady Mary Beauclerk (nascida c 1713)
- Lady Anne Beauclerk (nascida em 1716) [1]